# Golden Age Orchestra
Golden Age Orchestra is een muziekalbum van de Amerikaanse muziekgroep Spirits Burning met zang van Thom The World Poet. Spirits Burning speelde tot dan toe spacerock met psychedelische invloeden. Thom The World Poet is een zanger/dichter die veel heeft gewerkt met het collectief Gong, die zich in hetzelfde muzikale vlak bevindt. Dit schept de verwachting dat Golden Age Orchestra een album zou worden met spacerock. Dat is niet het geval. Psychedelica genoeg echter, maar ook jazz en countrymuziek zijn te horen. Thom leest annex zingt a la Johnny Cash of Jim Morrison teksten van zichzelf voor tegen een achtergrond van haast akoestische klinkende muziek geschreven door de band (meest Jay L.). De muziek is bijna geheel live opgenomen, dus direct van de band ingespeeld op de opname-apparatuur. Later zijn nog kleine bewerkingen gedaan. 

## Musici
- Jay L. – akoestische gitaar en elektrische gitaar
- Jay Radford – elektrische gitaar, elektrische conga
- Michael Clare – basgitaar
- Thom The World Poet – stem
- Don Falcone (leider van SB) – orgel, blaasinstrumenten, piano, allerlei elektronische apparatuur en toetsinstrumenten.

## Tracklist
| Nr. | Titel                                         | Duur |
| --- | --------------------------------------------- | ---- |
| 1.  | Golden age of when                            | 6:20 |
| 2.  | Only one question                             | 5:31 |
| 3.  | Pony up (myth and reality)                    | 4:59 |
| 4.  | The choice                                    | 5:11 |
| 5.  | Retirement blues                              | 4:51 |
| 6.  | Santa somewhere (Beach blanket waltz)         | 5:04 |
| 7.  | Everybody knows                               | 4:58 |
| 8.  | Both the light and the dark                   | 2:42 |
| 9.  | River of Xpercience (Only one question remix) | 5:31 |